# Норт-Маскігон (Мічиган)
Норт-Маскігон (англ. North Muskegon) — місто (англ. city) в США, в окрузі Маскігон штату Мічиган. Населення — 4093 особи (2020).

## Географія
Норт-Маскігон розташований за координатами 43°15′8″ пн. ш. 86°16′15″ зх. д. / 43.25222° пн. ш. 86.27083° зх. д. (43.252163, -86.270831).  За даними Бюро перепису населення США в 2010 році місто мало площу 10,63 км², з яких 4,56 км² — суходіл та 6,07 км² — водойми.

## Демографія
Згідно з переписом 2010 року, у місті мешкало 3786 осіб у 1621 домогосподарстві у складі 1069 родин. Густота населення становила 356 осіб/км².  Було 1834 помешкання (173/км²).
Расовий склад населення:
| - 94,6 % — білих - 2,1 % — чорних або афроамериканців - 0,7 % — азіатів - 0,6 % — корінних американців - 0,1 % — вихідців з тихоокеанських островів |

До двох чи більше рас належало 1,8 %. Частка іспаномовних становила 2,4 % від усіх жителів.
За віковим діапазоном населення розподілялося таким чином: 22,7 % — особи молодші 18 років, 56,7 % — особи у віці 18—64 років, 20,6 % — особи у віці 65 років та старші. Медіана віку мешканця становила 45,0 року. На 100 осіб жіночої статі у місті припадало 87,6 чоловіків;  на 100 жінок у віці від 18 років та старших — 84,2 чоловіків також старших 18 років.
Середній дохід на одне домашнє господарство  становив 73 375 доларів США (медіана — 56 771), а середній дохід на одну сім'ю — 94 852 долари (медіана — 84 965). Медіана доходів становила 66 111 долар для чоловіків та 43 405 доларів для жінок. За межею бідності перебувало 5,9 % осіб, у тому числі 2,7 % дітей у віці до 18 років та 6,8 % осіб у віці 65 років та старших.
Цивільне працевлаштоване населення становило 1525 осіб. Основні галузі зайнятості: освіта, охорона здоров'я та соціальна допомога — 26,3 %, виробництво — 20,2 %, науковці, спеціалісти, менеджери — 13,6 %, роздрібна торгівля — 9,6 %.